# Strelets (cheval)
Pour les articles homonymes, voir Strelets.
Vous lisez un « bon article » labellisé en 2020.
Le Strelets (ukrainien : Стрілецька, Striletsʹka) est une race de chevaux d'origine orientale, créée dans le haras du même nom, en Ukraine, durant la seconde moitié du XIXe siècle. Décimée durant la Première Guerre mondiale, en particulier en raison du pillage de son haras par les Armées blanches, elle s'éteint peu après, par absorption dans la race Tersk.
Le Strelets est un cheval gris de type Anglo-arabe, réputé pour son caractère délicat, qui fut employé notamment dans des spectacles de cirque et par la cavalerie russe. Cette race est fameuse grâce à ses succès en exposition internationale à la fin du XIXe siècle.

## Histoire
Le Strelets tient son nom du village du sud-est de l'Ukraine dont la race est native, où se trouvait le haras dans lequel ces chevaux ont été sélectionnés,,, au XIXe siècle. Ils proviennent de croisements initiaux entre les races Arabe et Pur-sang. Les étalons arabes Begri Begrain et Obeian Serebryany, père du célèbre Oberon, ainsi que le célèbre étalon arabe Tsiprian, jouent un rôle majeur dans la formation de la race. Le Strelets reçoit l'influence d'autres races, notamment le Kabardin, le trotteur d'Orlov et le Don. Les juments sont rigoureusement sélectionnées parmi des races issues des régions montagneuses de l'Ukraine.
Les chevaux Strelets sont présentés avec succès lors d'expositions internationales. À l'Exposition universelle de 1867, à Paris, l'étalon Bivouac reçoit une médaille d'or ; lors d'une exposition à Chicago en 1883, Bek Bulat, Guniad et Gudrun reçoivent les mêmes récompenses et, en 1900, le groupe de chevaux Strelets entier reçoit une médaille d'or. Le Strelets est ainsi fameux de par le monde à cette époque.
La Première Guerre mondiale conduit virtuellement la race à l'extinction. Cependant, c'est plus particulièrement durant la Révolution russe que le haras Strelets est le plus durement pillé. Seuls deux étalons sont récupérés en Crimée en novembre 1920, auprès de gardes blancs qui se retiraient. Ces deux étalons sont demi-frères, fils de Tsenny (Ценный) : Tsilindr (Цилиндр, littéralement « Cylindre »), né en 1911, qui selon la légende appartenait au baron noir Wrangel, l'un des chefs de l'Armée blanche, et Tsenitel (Ценитель), né en 1910. Leur père, né en 1899, était le principal reproducteur du haras Strelets. À l'automne 1925, sur l'ordre du maréchal Semion Boudienny, ces deux étalons sont transférés au haras militaire de Tersk,.

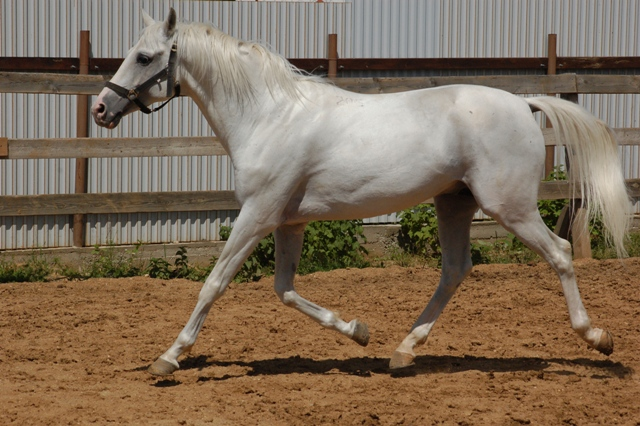
Un Tersk, race de chevaux ayant absorbé le Strelets.

Le Strelets est désormais éteint, ce nom n'étant employé que pour désigner une lignée des chevaux Tersk. Les deux étalons Strelets survivants sont en effet à l'origine de cette dernière race, de par leur envoi au haras de Tersk en 1925, dans l'objectif initial de sauver la race Strelets de l'extinction. Ils portent tous deux la robe caractéristique de la race, de couleur gris argenté. 
En raison de l'importante consanguinité entre les chevaux Strelets survivants, il a été décidé de créer une nouvelle race par croisements. Le Strelets disparaît quoi qu'il en soit avant la Seconde Guerre mondiale. Au début des années 1920, il ne reste plus que deux étalons et une poignée de juments,.

## Description
CAB International indique une taille moyenne de 1,54 m à 1,60 m. Le modèle, léger, est celui d'un cheval arabe de grande taille,,, soit, d'un cheval oriental. La race Strelets se caractérise par un physique harmonieux, et un format plus important que celui de l'Arabe,. Elle se rapproche davantage de l'Anglo-arabe, de par ses origines. Les membres sont secs et forts.
La robe est toujours grise, avec un reflet argenté caractéristique.
Le Strelets est connu pour avoir souvent eu un caractère difficile et une excellente qualité de mouvements. Il est caractérisé par le courage, la force, l'agilité, et une grande intelligence. Il s'adapte mieux au climat local ukrainien et russe que les chevaux arabes classiques,.

## Utilisations
Le Strelets était destiné à des spectacles de cirque, ainsi qu'aux sports équestres. La race a largement été employée par la cavalerie russe à la fin du XIXe siècle, et au début du XXe siècle,.

## Diffusion de l'élevage
Le Strelets est classé comme race locale et native d'Ukraine, localisée dans le Sud-Est de ce pays, dans la base de données DAD-IS. Les données de population les plus récentes, datées de 2006, signalent un effectif nul. 
L'étude menée par l'Université d'Uppsala, publiée en août 2010 pour la FAO, signale logiquement le Strelets comme race de chevaux européenne locale éteinte.